# Montredon
Montredon é uma comuna francesa na região administrativa de Occitânia, no departamento de Lot. Estende-se por uma área de 11,78 km². Em 2010 a comuna tinha 305 habitantes (densidade: 25,9 hab./km²).